# イークシャノサウルス
イークシャノサウルス（Yixianosaurus　"義県のトカゲ"の意味）は白亜紀前期、現在の中国に生息していたマニラプトル類の獣脚類恐竜の属である。
タイプ種Yixianosaurus longimanusは2003年、徐星および汪筱林により、2001年、中国北東部遼寧省王家郷で発見され部分骨格に基づいて記載された。属名は義県層と「トカゲ」を意味する古代ギリシャ語のσαυροσ（sauros）に由来し、種小名はラテン語「長い」を意味する longusと「手」を意味するmanusから「長い手を持つ」の意味である。
イークシャノサウルスは唯一の標本であるホロタイプIVPP V12638のみが知られている。この標本は義県層（アプト期前期、1億2200万年前） 。単一の石版上に保存された圧縮化石であるが、いくつかの破片に切り分けられている。標本は肩帯、羽毛のついた完全な腕、肋骨、腹肋骨で構成される。非常に長い手を持ち、長さ89 mmほどの上腕骨に対して140%におよぶ。第二指が最も長く、各指には長く、曲がった鉤爪がある。羽毛は具体的な構造が分かるほど十分には保存されていないが、明らかに義県層の鳥の羽毛の輪郭に似ている。大きな手は捕食や木登りに役立ったであろう。体1 m、体重1 kgほどと推定される。 

## 分類
イークシャノサウルスは原記載ではマニラプトル類のincertae sedisとされた。しかし、手の長さは別の羽毛恐竜であるエピデンドロサウルス（現在はスカンソリオプテリクス）のものに似ており、スカンソリオプテリクス科（Scansoriopterygidae）に近縁であることを示す。またこの種がドロマエオサウルス科のものであると考える研究者もいる。後続の分析ではより原始的であるとして真マニラプトル類（Eumaniraptora）の外に配置されている。つまり、イークシャノサウルスの長い手や短い腕はこの種で独立して進化したものであるようだ。もしくはより進化した原鳥類（Paraves）の基盤的メンバーかもしれない 。 Xu et al. (2013)では前肢に大きな正羽を持つことからイークシャノサウルスは限定的ながら空中移動に適応していたことが強く支持される結論している。

## 参照
1. 1 2  Xu, X. and Wang, X. (2003). "A new maniraptoran from the Early Cretaceous Yixian Formation of western Liaoning". Vertebrata PalAsiatica, 41(3): 195–202.
2. ↑  Xu, X. and Norell, M.A. (2006). "Non-Avian dinosaur fossils from the Lower Cretaceous Jehol Group of western Liaoning, China."Geological Journal, 41: 419–437.
3. ↑  Paul, G.S., 2010, The Princeton Field Guide to Dinosaurs, Princeton University Press p. 125
4. ↑  Dececchi, T.A., Hone, D., Larsson, H., Sullivan, C. and Xu, X. (2010). "A re-analysis of the "coeluriasaurian pit-bull" Yixianosaurus longimanus with implications for the theropod dinosaur diversity of the Jehol Biota." Journal of Vertebrate Paleontology, 28(3): 81A.
5. ↑  Vertebrata PalAsiatica 51(3): 169-183
6. ↑  Xu Xing, Corwin Sullivan & Wang Shuo (2013) The systematic position of the enigmatic theropod dinosaur Yixianosaurus longimanus. Vertebrata PalAsiatica 51(3): 169-183